# Úboč (tvrz)
Úboč je zaniklá tvrz ve stejnojmenné vesnici severovýchodně od Kdyně v okrese Domažlice v Plzeňském kraji. Založena byla na přelomu třináctého a čtrnáctého století jako panské sídlo vladyků z Úboče. Opuštěna byla nejspíše už ve čtrnáctém století a dochovalo se po ní tvrziště chráněné jako kulturní památka.

## Historie
Prvním známým majitelem vesnice byl Jiří z Úboče připomínaný roku 1251.  Tvrz byla založena později na přelomu třináctého a čtrnáctého století a první písemná zmínka o ní pochází z roku 1316, kdy na ní sídlil Vitl z Úboče, obviněný tehdy ze zabití Zdebora, otce Něpra z Koryt. V polovině čtrnáctého století byla Úboč připojena k panství hradu Nový Herštejn, a nepotřebná tvrz časem zanikla. Roku 1355 už na ní pravděpodobně nikdo nesídlil.
Dochované pozůstatky opevnění byly poškozeny v roce 1816 nebo 1817, když farář Hrbek nechal rozvézt val, aby lidé z vesnice v době hladu získali nějakou práci. Fragmenty zdiva zde byly patrné ještě na počátku dvacátého století.

## Stavební podoba
Tvrziště se nachází v zahradě fary (čp. 1). Pozůstatky opevnění mají půdorys podkovy a jsou dlouhé asi osmdesát metrů. Tvoří je vnější val, za kterým se nachází až pět metrů hluboký příkop. Jádro tvrze má rozměry 18 × 15 metrů a stojí na něm zděný chlév a dřevěná stodola.